# Écaussinnes
Écaussinnes ist eine belgische Gemeinde in der Provinz Hennegau. Die Gemeinde besteht aus den Ortsteilen Écaussinnes-d’Enghien, Marche-lez-Écaussinnes und Écaussinnes-Lalaing.

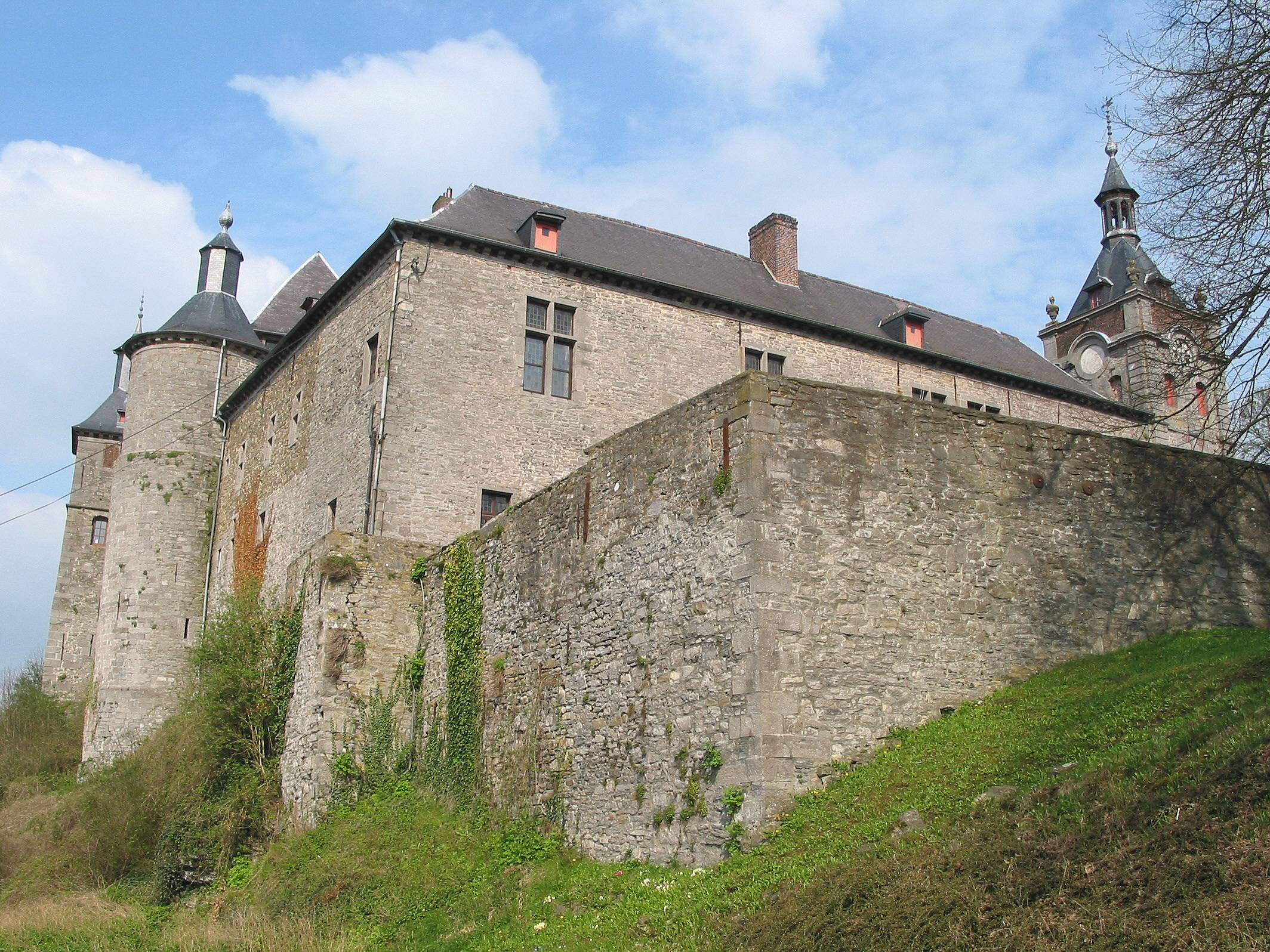
Burg Ecaussinnes-Lalaing

## Partnerschaften
- Săcueni, Rumänien
- Pietrasanta, Italien[1]